# Перша ліга ФАФУ
Перша Ліга ФАФУ — ліга Федерації американського футболу України.
З початку 2004 року, після перереєстрації Федерації американського футболу України, почали з'являтися нові команди у Дніпропетровську, Одесі, Севастополі, відродилися у Харкові та Вінниці.
Для популяризації американського футболу та заохочення молоді до цього виду спорта було вирішено започаткувати проведення змагань для команд за нестандартною схемою - всього 8 гравців на полі від однієї команли.
До учасників Першої ліги сезону 2012 року «Вінницьких Вовків» та «Павлоградских Мустангів» приєдналися «Маріупольські Дельфіни», і склали «Східний дивізіон».
До «Західного дивізіону» увійшли команди «Ужгородські Лісоруби», які відновили свій склад та дві новостворені команди — «Рівненські Монархи» та «Львівські Леви».

## Перша ліга - 2011
У першому розіграші узяли участь всього три команди:
1. Дніпропетровські Ракети
2. Одеські Пірати
3. Вінницькі Вовки

Турнір проводився у форматі, коли всі три команди грали у одному місті. Перший тур був у Вінниці, потім у Одесі, і заключний відбувся у Дніпропетровську.
За підсумком трьох турів переможцем Першої ліги стали Дніпропетровські Ракети, срібло здобули Одеські Пірати та бронзу Вінницькі Вовки.

## Перша Ліга - 2012
Наступного року кількість учасників поповнили Павлоградські Мустанги та молодіжний склад Скіфи-ДонНТУ (Донецьк):
1. Дніпропетровські Ракети
2. Одеські Пірати
3. Вінницькі Вовки
4. Павлоградські Мустанги
5. Скіфи-ДонНТУ (Донецьк)

Формат розіграшу змінився: кожна команда грала лише по одному матчу з кожним суперником, але календар складався таким чином, щоб команди зіграли дві гри вдома та дві гри в гостях. Перші дві команди грали золотий фінал, третя та четверта команди розігрували бронзові медалі. До того ж кількість гравців також було збільшено до дев'яти для наближення правил гри до класичного американського футболу (нагадаємо за правилами наполі повинно знаходитись 11 гравців).
За підсуками регулярного чемпіонату у Золотому фінал зійшлися Ракети та Пірати. І команда з Дніпропетровська вдруге поспіль виграла Першу Лігу.

## Перша Ліга - 2013
Дніпропетровські Ракети та Одеські Пірати за підсумками 2012 року зайняли перше та друге місце у Першій лізі і таким чином здобули право гратиу Вищій ліз. Їх місце у Першій лізі зайняли новачкиМаріупольські Дельфіни, Рівненські Монархи, Львівські Леви та Ужгородські Лісоруби, які відновили свою участь у всеукраїнських змаганнях. Таким чином Першу лігу було розділено за географічним принципом на Західну та Східну конференцію:
Захід
1. Ужгородські Лісоруби
2. Львівські Леви
3. Рівненські Монархи

Схід
1. Вінницькі Вовки
2. Павлоградські Мустанги
3. Маріупольські Дельфіни

У регулярному чемпіонаті команди у дивізіонах грали по 2 гри з кожним суперником. За підсумками регулярних ігор, команди що зайняли перші місця у конференціях будуть грати у фіналі за золото, а команди що зайняли другі місця у конференцях - за бронзу. За підсумками регулярного чемпіонату у фіналі зійшлися Лісоруби та Вовки. І команда з Ужгорода виграла Першу Лігу.

## Перша Ліга - 2014
«Ужгородські Лісоруби» за підсумками 2013 року зайняли перше місце у Першій лізі. У 2014 році «Рівненські Монархи», «Львівські Леви» та «Ужгородські Лісоруби», взяли участь у всеукраїнських змаганнях. Змагання пройшли таким чином, що фінальний матч не відбувся, але за якісними показниками Чемпіоном України стали «Ужгородські Лісоруби»:
Перша ліга
1. «Ужгородські Лісоруби»
2. «Львівські Леви»
3. «Рівненські Монархи»

## Перша Ліга - 2015
У першій лізі цього сезону домінували харківські «Атланти», яких понизили в класі за неявку на фінал чемпіонату 2014 року з  
«Бандитами». Також тут грали 
"Акули" (Херсон), "Тигри" (Харків), 
"Вікінги" (Миколаїв), "Дельфіни" (Маріуполь) і "ДТ Юнайтед" (Запоріжжя).

## Переможці та призери Першої Ліги
| Рік  | Золото                  | Срібло                 | Бронза             |
| ---- | ----------------------- | ---------------------- | ------------------ |
| 2011 | Дніпропетровські Ракети | Одеські Пірати         | «Вінницькіі Вовки» |
| 2012 | Дніпропетровські Ракети | Одеські Пірати         | «Вінницькіі Вовки» |
| 2013 | «Ужгородські Лісоруби»  | «Вінницькіі Вовки»     | Азовські Дельфіни  |
| 2014 | «Ужгородські Лісоруби»  | Львівські Леви         | Рівненські Монархи |
| 2015 |                         | «Миколаївські Вікінги» | «Херсонські Акули» |
| 2016 |                         |                        |                    |
| 2017 |                         |                        |                    |
| 2018 |                         |                        |                    |
| 2019 |                         |                        |                    |
| 2020 |                         |                        |                    |
| 2021 |                         |                        |                    |

## Див.також
- Чемпіонат України з американського футболу
- ФАФУ
- Вища Ліга ФАФУ
- УЛАФ